# Teddy Yarosz
Teddy Yarosz (* 24. Juni 1910 in Monaca, Pennsylvania, USA; † 29. März 1974 in Rochester, USA) war ein US-amerikanischer Boxer im Mittelgewicht.
Er hielt von 1934 von 1935 sowohl den Weltmeistergürtel der NYSAC als auch der NBA.